# Ingedore Villaça Koch
Ingedore Grünfeld Villaça Koch (Eisenach, 22 de setembro de 1933 — São Paulo, 15 de maio de 2018) foi uma letróloga brasileira nascida na Alemanha,  atuante no campo da linguística e professora titular da Universidade Estadual de Campinas (Unicamp) por quase trinta anos. 

## Biografia
Ingedore nasceu numa família judaica, filha do professor Paul Grünfeld e de Annemarie Fackenheim. Seu avô materno, o médico Julius Fackenheim, morreu no gueto e campo de concentração nazista de Theresienstadt (Terezín) em 13 de novembro de 1942. Seu tio materno, Alfred Fackenheim, foi morto no campo de extermínio de Auschwitz em 1943.
Naturalizou-se brasileira em 7 de julho de 1955 e casou-se em 1959 com o advogado Luís Carlos Villaça Koch.
Como acadêmica, Ingedore implementou a área de Linguística textual no Instituto de Estudos da Linguagem da Unicamp e destacou-se no Brasil por suas publicações, que são bibliografia frequente nos cursos de Letras do país. Foi pesquisadora emérita pelo CNPq, pelo conjunto de sua obra científico-tecnológica e por seu renome junto à comunidade científica.
Chegou ao Brasil em 22 de fevereiro de 1939, portanto, antes do início da Segunda Guerra Mundial. Em 1956, graduou-se em Direito pela Universidade de São Paulo e, em 1974, em Letras pela Faculdade de Filosofia, Ciência e Letras Castro Alves. Realizou o mestrado e o doutoramento em Língua Portuguesa pela Pontifícia Universidade Católica de São Paulo e o seu pós-doutorado pela Universidade de Tubinga.
É referência em Linguística, sobretudo em áreas relacionadas aos estudos do texto e do discurso, tais como linguística textual, cognição e linguística aplicada.
Por sua importância na área, obras de relevância já foram produzidas em sua homenagem. Entre essas obras, destaca-se, por exemplo, o livro Linguística Textual: interfaces e delimitações. Homenagem a Ingedore Grünfeld Villaça Koch, lançado em abril de 2018, em evento que contou com a presença da homenageada.

## Lista de obras

### Autora
- Argumentação e linguagem. São Paulo: Cortez, 1984.
- A coesão textual. São Paulo: Contexto, 1989.
- O texto e a construção dos sentidos. São Paulo: Contexto, 1997.
- Desvendando os segredos do texto. São Paulo: Cortez, 2002.
- Introdução à linguística textual. São Paulo: Martins Fontes, 2004.

### Coautora
- Intertextualidade: diálogos possíveis. São Paulo: Cortez, 2007. (com Anna Christina Bentes e Mônica Magalhães Cavalcante)
- Ler e compreender: os sentidos do texto. São Paulo: Contexto, 2006. (com Vanda Maria Elias)
- A coerência textual. São Paulo: Contexto, 1989. (com Luiz Carlos Travaglia)

### Co-organizadora
- Gramática do português culto falado no Brasil: a construção do texto falado. Campinas, SP: UNICAMP, 2006. (com Clélia Cândida Abreu Spinardi Jubran)

### Homenagens
- SOUZA, Edson Rosa Francisco de; PENHAVEL, Eduardo; CINTRA, Marcos Rogério (Org.). Linguística Textual: interfaces e delimitações. Homenagem a Ingedore Grünfeld Villaça Koch. São Paulo: Cortez, 2017.